# Iwan Wyschenskyj
Iwan Wyschenskyj (ukrainisch Іван Вишенський, wissenschaftliche Transliteration: Ivan Vyšens’kyj, russisch Иван Вишенский; * um 1550 in Sudowa Wyschnja unweit von Lemberg; † nach 1620 auf dem Athos) war ein ruthenischer Mönch und Gelehrter. Er gilt als einer der bedeutendsten Vertreter der orthodoxen polemischen Literatur.

## Leben
Über das Leben Wyschenskyjs ist wenig bekannt. Als sicher gilt, dass er in seiner Jugend eine gewisse Zeit in Luzk verbrachte, wobei vermutet wird, dass er dort als Sekretär eines ukrainischen Fürsten tätig war. Im letzten Viertel des 16. Jahrhunderts begab er sich auf den Athos, das damals das Zentrum der orthodoxen Mönchskultur war. Dort blieb er, unterbrochen nur durch einen Aufenthalt in der Ukraine zwischen 1604 und 1606, bis zu seinem Lebensende.

## Leistungen
Wyschenskyj war ein Verteidiger der Orthodoxie und ein Gegner des Katholizismus und der unierten Glaubens. Er griff durch Sendschreiben vom Athos in die konfessionellen Auseinandersetzungen, die 1596 zur Union von Brest und damit zur Entstehung der unierten Kirche geführt hatten, ein und argumentierte zugunsten der Orthodoxie. Insbesondere mit dem Jesuiten Piotr Skarga, einem Befürworter der Union, lieferte er sich heftige Auseinandersetzungen, die in sehr polemischer Form geführt wurden. Die Sprache, in welcher Wyschenskyj schrieb, war nicht – wie allgemein unter slawisch-orthodoxen Gelehrten üblich – das Kirchenslawische, sondern das Ruthenische. Gemeinsam mit Iwan Uschewytsch und Meletij Smotryzkyj darf er als einer der bedeutendsten Gelehrten gelten, die diese Sprache verwendeten.